# Станнид железа
Станнид железа — бинарное интерметаллическое неорганическое соединение
железа и олова с формулой FeSn,
кристаллы.

## Получение
- Сплавление стехиометрических количеств чистых веществ:

{\displaystyle {\mathsf {Fe+Sn\ {\xrightarrow {770^{o}C}}\ FeSn}}}

## Физические свойства
Станнид железа образует кристаллы
гексагональной сингонии,
пространственная группа P 6/mmm,
параметры ячейки a = 0,5298 нм, c = 0,4446 нм, Z = 3,
структура типа станнида кобальта CoSn
.
Соединение по перитектической реакции при температуре 770°С  (761°С , 740°С ).